# Albert Ball
Albert Ball (Nottingham, 14 agosto 1896 – Annœullin, 7 maggio 1917) è stato un aviatore britannico.
Fu un asso dell'aviazione britannico tra i più importanti durante la prima guerra mondiale. Al momento della sua morte, il suo numero di vittorie (44) era solamente inferiore a quello dell'asso tedesco Manfred von Richthofen.

## Biografia
Nato a Notthingam, frequentò la Nottingham High School e il Trent College di Long Eaton per poi esser assegnato al reggimento Sherwood Foresters, quando scoppiò la prima guerra mondiale.
Il reggimento di Ball non andò al fronte, nemmeno quando il futuro asso fu integrato nell'unità ciclisti. Fu allora che decise di prendere lezioni private all'aeroporto di Hendon nel London Borough of Barnet, per ottenere il brevetto di pilota il 15 ottobre 1915. Subito dopo fece domanda di trasferimento nella Royal Flying Corps (RFC), per poi ottenere il brevetto di pilota militare il 22 gennaio 1916. Il 18 febbraio fu trasferito a Marieux, in Francia, dove fu assegnato al No. 13 Squadron, una squadriglia dotata di aerei da combattimento biplani Royal Aircraft Factory B.E.2. Ball poteva pilotare con uguale bravura monoplani come il Bristol Scout, a bordo del quale compiva missioni solitarie. Il suo aggressivo spirito di combattimento fu attivamente incoraggiato dal suo comandante, che lo trasferì nel No. 11 Squadron, una squadriglia da caccia equipaggiata di monoplani Nieuport 16, Bristol Scout e Royal Aircraft Factory F.E.2. Ottenne la sua prima vittoria il 16 maggio 1916, a bordo di un Bristol Scout. La sua prima decorazione militare, la Military Cross, gli fu assegnata il 27 giugno 1916.
Nell'agosto 1916 Ball fu trasferito nel No. 60 Squadron, che era stato dotato del nuovo
Nieuport 17 e, in tre mesi, ottenne 30 vittorie tra luglio e settembre. Ball, che detestava volare in formazione e spesso si separava da quest'ultima per combattere più liberamente, si comportava da "lupo solitario". Modificò i comandi di volo in modo da poter sparare più liberamente con le proprie mani: questa iniziativa fu ben presto adottata dai piloti alleati e tedeschi. La sua aggressività si rivelerà controproducente, verrà infatti abbattuto una mezza dozzina di volte entro la fine dell'agosto 1916.
Lontano dalle battaglie, Ball amava coltivare il suo orto e far pratica col violino.
Il 1º settembre 1916, Ball tornò in licenza in Inghilterra per due settimane dove fu promosso Flight Commander e ricevette altre decorazioni militari. Dopo il termine della licenza, Ball tornò immediatamente a combattere e tra il 15 e il 30 settembre ottenne altre 14 vittorie.
Alle metà di ottobre, a Ball venne data un'altra licenza e in Inghilterra venne festeggiato come un eroe nazionale.
Al suo ritorno al fronte il 7 aprile 1917 prese il comando del No. 56 Squadron, a Ball venne assegnato un nuovo biplano S.E.5, modello più avanzato per combattere i nuovi prototipi aerei tedeschi. Ball protestò per l'assegnazione del nuovo biplano e persistette col suo atteggiamento testardo e solitario, un atteggiamento suicida di fronte alle più disciplinate formazioni aeree tedesche.
Tra il 26 aprile e il 6 maggio 1917 il capitano Albert Ball partecipò ad altri 26 combattimenti e ottenne altre 11 vittorie. Il 6 maggio totalizzò il ragguardevole (e definitivo) traguardo di 44 vittorie.
Il 7 maggio 1917 combatté contro la formazione aerea Jasta 11 comandata da Lothar von Richthofen, fratello minore di Manfred von Richthofen (il famoso Barone Rosso); Ball precipitò mortalmente insieme a Lothar von Richthofen, che però sopravvisse alla caduta. Tra le ipotesi della morte di Ball, la più probabile è forse quella dello scontro aereo con von Richthofen; un'altra versione, quella delle forze militari tedesche, sostenne che fu Lothar von Richthofen ad abbattere l'aereo di Ball.
L'8 giugno 1917 l'Inghilterra assegnò, come decorazione postuma, la Victoria Cross. A Annœullin, il college locale porta il suo nome.